# Smilax purpurata
Smilax purpurata là một loài thực vật có hoa trong họ Smilacaceae. Loài này được G.Forst. miêu tả khoa học đầu tiên năm 1786.